# Нивочин
Ни́вочин (укр. Нивочин) — село в Старобогородчанской сельской общине Ивано-Франковского района Ивано-Франковской области Украины.
Население по переписи 2001 года составляло 762 человека. Занимает площадь 21 км². Почтовый индекс — 77710. Телефонный код — 03471.